# Aleurocerus chiclensis
Aleurocerus chiclensis là một loài côn trùng cánh nửa trong họ Aleyrodidae, phân họ Aleyrodinae.
Aleurocerus chiclensis được Russell miêu tả khoa học đầu tiên năm 1986.